# Wilhelm Engelbert Brass

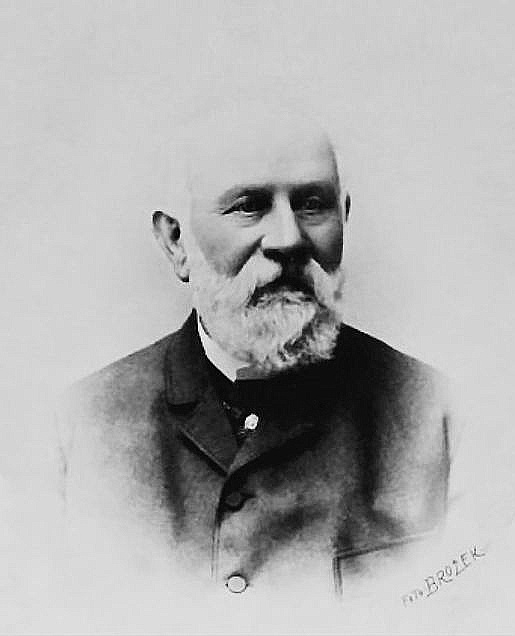
Wilhelm Engelbert Brass im Jahr 1891

Wilhelm Engelbert Brass, auch Wilhelm Brass,  (* 26. März 1819 in Bonnenbroich-Geneicken; † 11. Juli 1897 in Hohenstadt an der March in Mähren) war ein deutscher Großindustrieller.

## Leben und Wirken
Nach der Lehrzeit im Färbereibetrieb seines Vaters Johann Engelbert Brass (1785–1855), in dem er die Kunst der Türkischrotfärbung erlernte, vertiefte er seine technischen Kenntnisse in Ober-Langenbielau, Mährisch Neustadt und Mährisch Schildberg. 1856 gründete er im mährischen Hohenstadt die Kaiserlich Königliche private Hohenstädter Rotfärberei, die später von seinen beiden Söhnen Otto (1846–1909) und Hermann Brass (1855–1938) als Firma Wilhelm Brass & Söhne fortgeführt wurde. Zweigbetriebe für die Produktion des Brassgarns  bestanden in Niedergrund bei Warnsdorf und in Czenstochau.
Brass engagierte sich auf sozialem Gebiet für seine etwa 1500 Arbeiter und Angestellten durch die Gründung von Wohlfahrtseinrichtungen wie eine Betriebskrankenkasse, einen Arbeiterpensionsfonds und ein Betriebshospital. Kurz vor seinem Tod stiftete Wilhelm Engelbert Brass 1896 den Bau der evangelischen Christuskirche in Hohenstadt.